# Мітра
Мітра ( авест. 𐬨𐬌𐬚𐬭𐬀 Miθra, давньоперс. 𐎷𐎰𐎼 Miça), широко відомий у римлян як Мехр або Мітра,  — давньоіранське божество угод, світла, справедливості, клятви, сонця,  контрактів і дружби.  Крім того, що Мітра є божеством контрактів, він також є суддівським діячем, всевидючим захисником Істини, охоронцем худоби, врожаю та вод .
Римляни проводили свої містерії Мітри посилаючись на зороастрійські перські джерела, що стосувалися Мітри. Від початку 1970-х років панівна наукова думка відрізняє перську та римську традиції, так як римська традиція Мітраїзму є, як мінімум результатом римського сприйняття зороастрійських ідей. 

## Етимологія
Разом із ведичним загальним іменником mitra, авестійський загальний іменник miθra походить від протоіндоіранського *mitrám (Mitra), від кореня *mi- «зв'язувати» з «суфіксом знаряддя» -tra- «спричиняє до» . Тому етимологічно mitra / miθra означає "те, що спричиняє зв'язок", збережене в авестійському слові "Заповіт, Контракт, Клятва".
У середньоіранських мовах (середньоперській, парфянській тощо) miθra стало mihr, від якого новоперське مهر mehr і вірменське մհեր mihr / mher остаточно виводилося.

## У священному писанні
Подібно до інших божеств, Мітра не згадується за своїм іменем у Гатах, найдавніших текстах зороастризму, які традиційно приписуються самому Зороастру/Заратуштрі, або по імені в Yasna Haptanghaiti, розділі із семи віршів літургії Yasna, яка лінгвістично така ж давня, як і Гати. Будучи членом іранської ахурічної тріади, поряд із Ахурою Маздою та Ахурою Березаїті ( Апам Напат ), Мітра є піднесеною фігурою. Разом із Рашну «Справедливість» і Сраоша «Слухняність» Мітра є одним із трьох суддів на мосту Чінват, «Мості розділення», який слугував для перетину всіх душ. Однак, на відміну від Сраоші, Мітра не є психопомпом, провідником душ до місця мертвих. Якщо хороші думки, слова та вчинки переважають над поганими, Сраоша один переправляє душу через міст.
Як бог угоди, Мітра є незбагненним, непогрішимим, вічно пильним і тим, хто ніколи не відпочиває. Крім того, Мітра є захисником худоби, а його загальний епітет — «широкі пасовища». Він є охоронцем вод і гарантує, що ці пасовиська отримають достатньо води.
Брак згадок про Мітру в текстах колись викликав деякий жах серед іранців. Часто повторювана спекуляція першої половини 20 століття полягала в тому, що відсутність будь-якої згадки (тобто мовчання Зороастра) про Мітру в цих текстах означає, що Зороастр відкинув Мітру. Ці спекуляції ex silentio зараз не актуальні. На основі цих спекуляцій була ще одна серія спекуляцій, яка постулювала, що причина, чому Зороастр не згадав Мітру, полягала в тому, що він був верховним божеством кровожерливої групи поклонників даева, яких Зороастр засудив. Однак «ще не було наведено жодних достатніх доказів того, що до Зороастра існувала концепція верховного бога серед іранців або що серед них Мітра – або будь-яке інше божество – колись насолоджувався окремим власним культом за межами свого стародавнього чи зороастрійського пантеонів» 

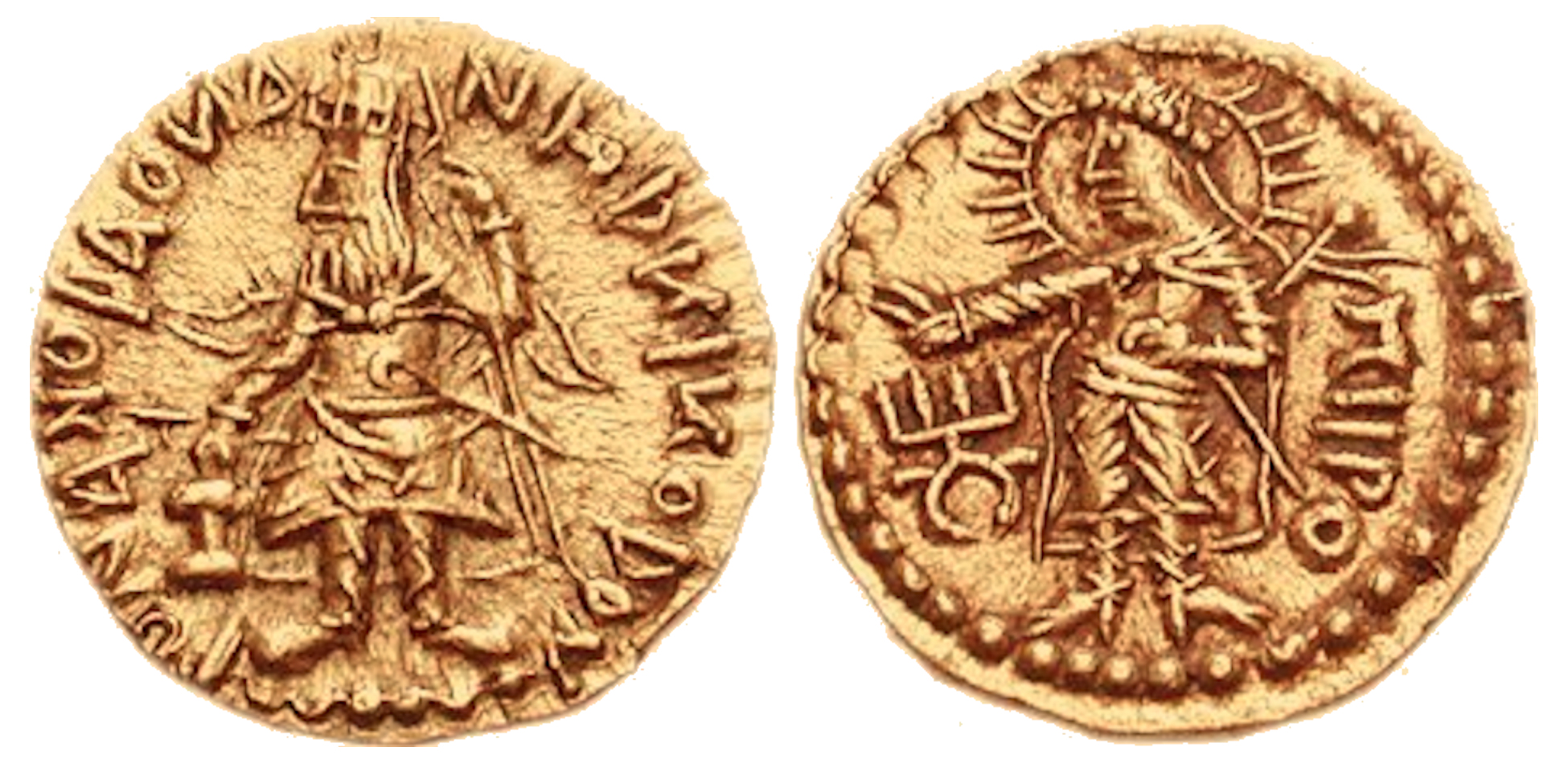
Карбування кушанського правителя Канішки І з Мііро (Μιιρο), «Мітра». прибл. 120 н.е

Авестийський гімн Мітрі ( Яшт 10) є найдовшим і одним із найкраще збережених із Яшт с. Мітра описаний у писаннях зороастрійської Авести як «Мітра широких пасовищ, тисячі колосків і міріад очей» (Ясна 1:3),  «Високий і Вічний... правитель провінції». ," (Ясна 1:11),  " Язад (Божественність) вимовленого імені" (Ясна 3:5),  і "Святий" (Ясна 3:13).  Хорда Авеста (Книга загальних молитов) також посилається на Мітру в Літанії до Сонця, «Вшанування Мітри широких пасовищ великої рогатої худоби» ( Khwarshed Niyayesh 5 ),  «Чиє Слово Правдиве, хто з Асамблеї»., Хто має тисячу вух, Той гарної форми, Хто має десять тисяч очей, Піднесений, Хто має широкі знання, Той, хто допомагає, Хто не спить, Вічно не спить. Ми приносимо жертву Мітрі, Володарю всіх країн, Якого Ахура Мазда створив найславетнішим, З Надприродних Язадів. Тож нехай прийдуть до нас на допомогу, І Мітра, і Ахура, Двоє Піднесених," ( Khwarshed Niyayesh 6-7 ),  "Я принесу жертву його булава, влучно націлена проти Черепів Даев» ( Khwarshed Niyayesh 15 ).  Деякі новітні теорії стверджують, що Мітра представляє саме Сонце, але Хорда Авеста говорить про Сонце як про окрему сутність, як це робиться з Місяцем, з яким Сонце має «найкращі дружні стосунки» ( Khwarshed Niyayesh 15 ). 

## В написах
Хоча відомої іконографії Мітри в період Ахеменідів  немає, божество згадується в кількох царських написах Ахеменідів:
У тримовному (давньоперському, еламському та вавилонському) написі Артаксеркса II (правління 404 – 358 рр. до н. е.) у Сузах (A 2 Sa) і Хамадані (A 2 Hc), які мають однаковий текст, імператор звертається до " Ахурамазда, Анахіта і Мітра захищають мене від усього зла», і благає їх захистити те, що він побудував.
Хоча Бехістунський напис Дарія I (правління 522 – 486 рр. до н. е.) звертається до Ахурамазди та «Інших Богів, які є», цей напис Артаксеркса II примітний, оскільки жоден цар Ахеменідів до нього не закликав нікого, крім Ахура Мазди, по імені. Бойс припускає, що причиною цього було те, що Артаксеркс обрав Анахіту та Мітру як своїх покровителів/захисників Божеств.
Мітра знову згадується в єдиному відомому написі Артаксеркса III, A 3 Pa, знайденому в Персеполі . У цьому написі той імператор закликає «Ахурамазду і бога Мітру зберегти мене, мою країну і те, що мною побудовано».

## За традицією

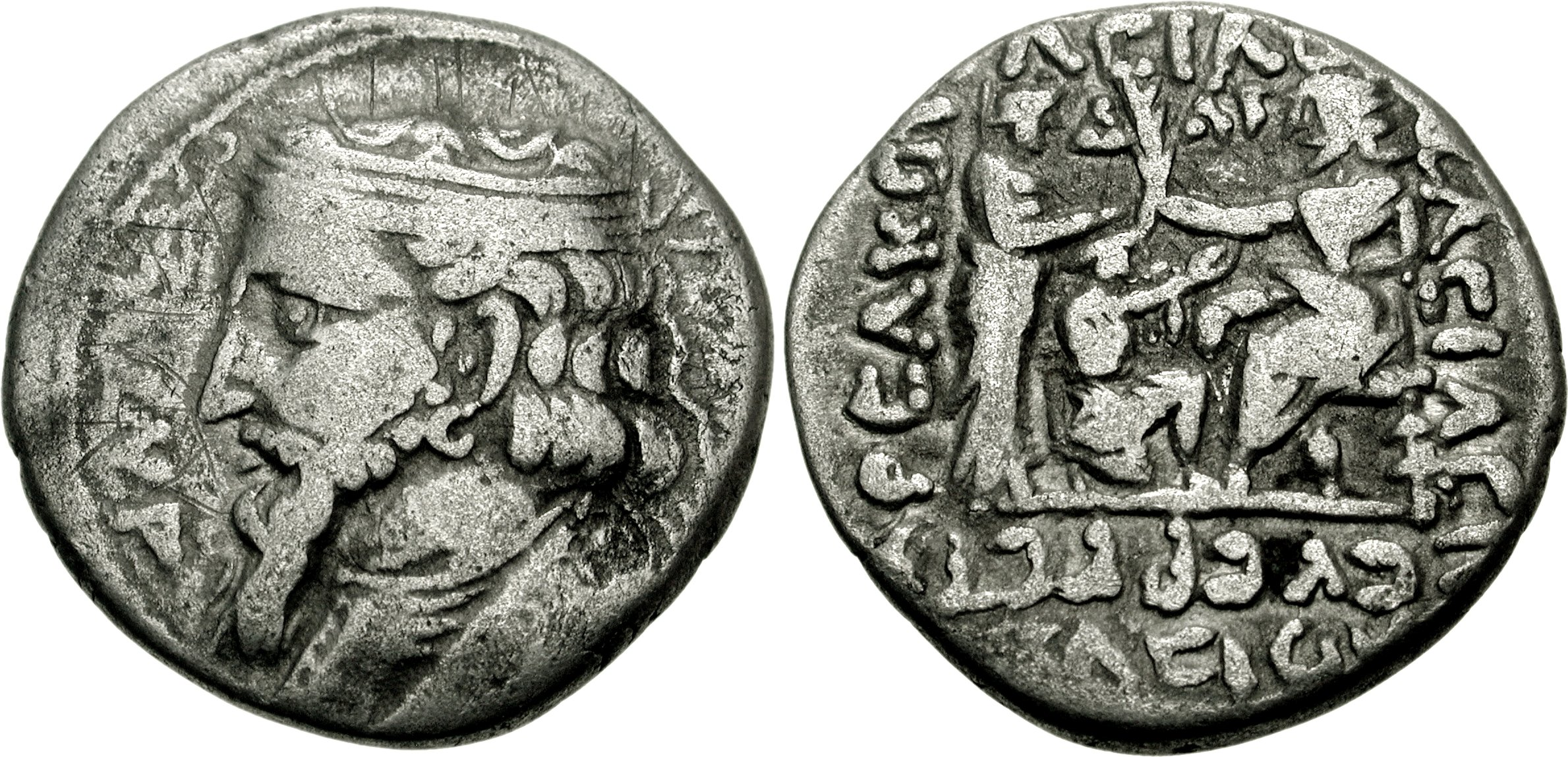
Монета Артабана II з Парфії (бл. 128–124 рр. до н. е.). Елліністичне зображення на реверсі показує царя, що стоїть на колінах перед богом, схожим на Аполлона, який, як вважають, є Мітрою.

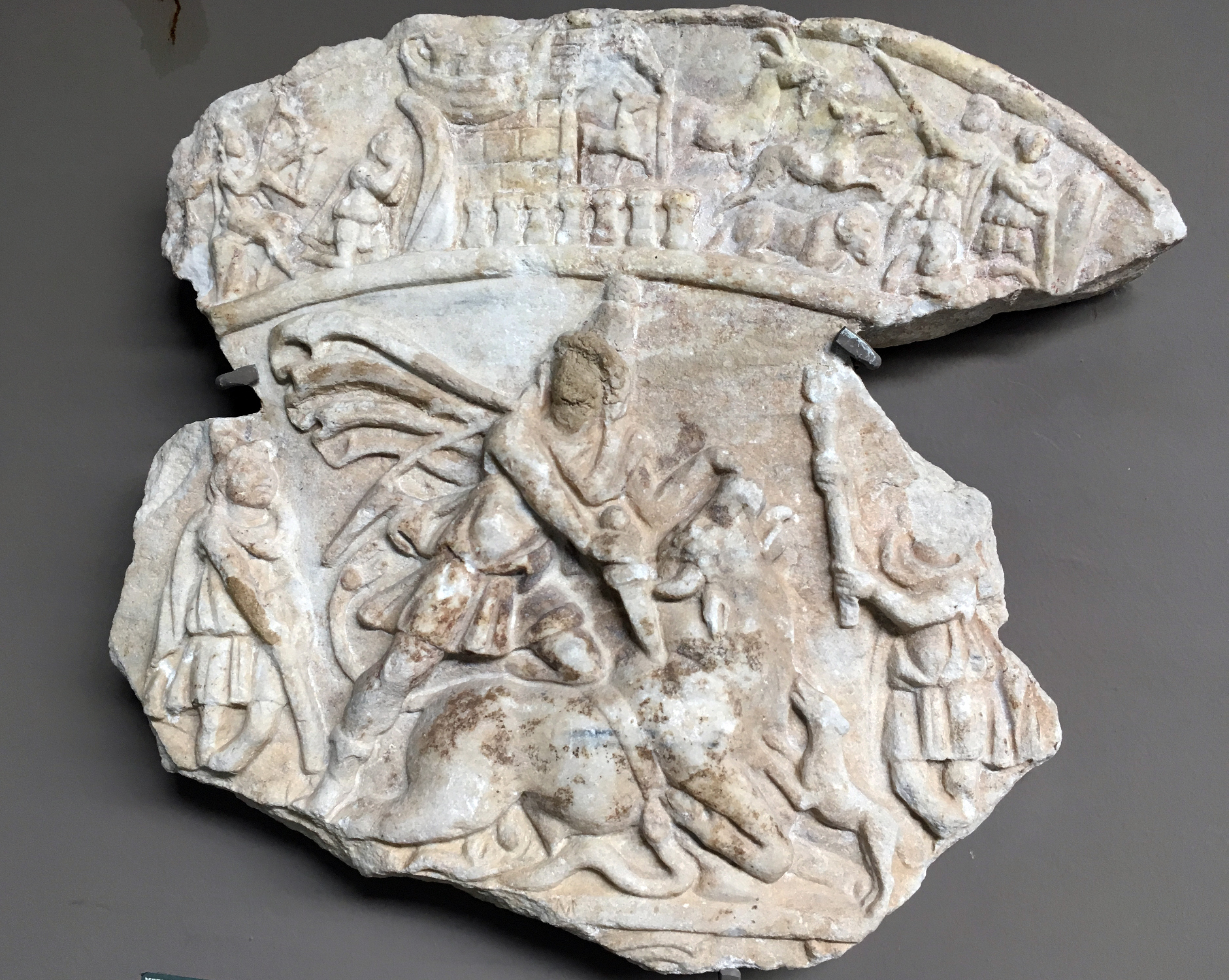
Мармуровий рельєф тавроктонії в пізнішому римському мітраїзмі, 2-3 століття нашої ери

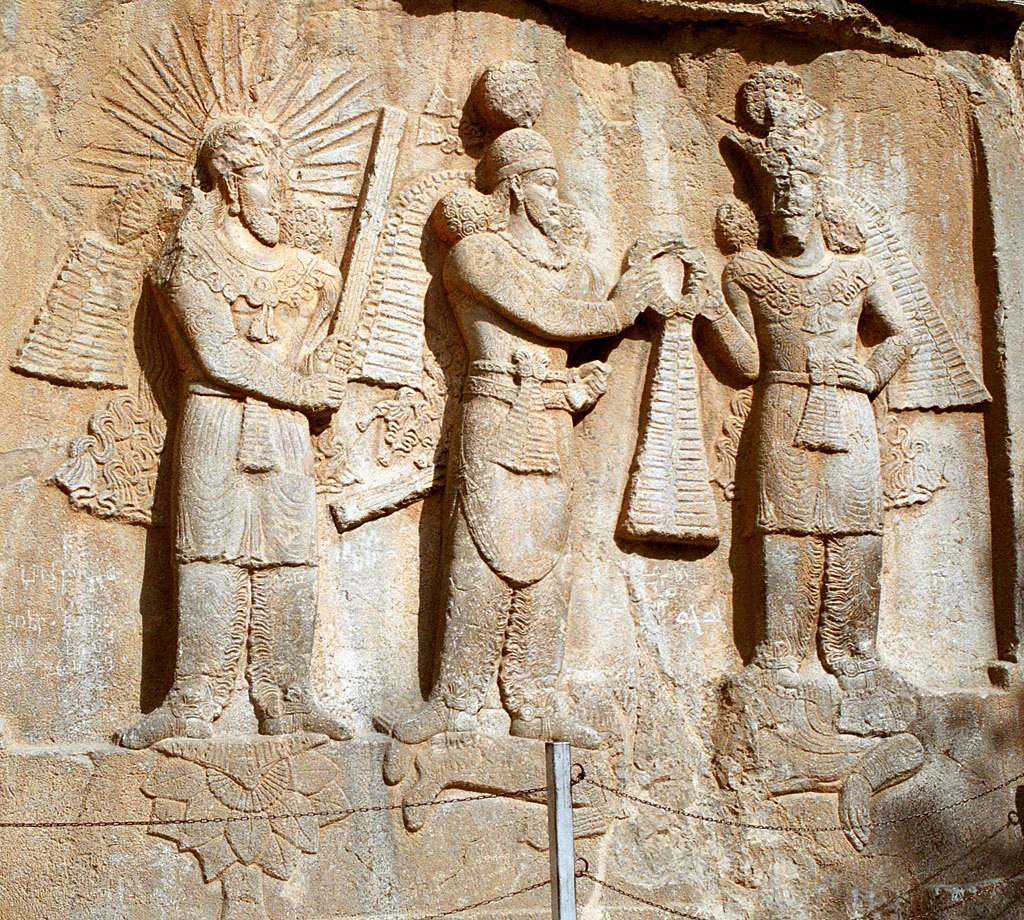
Інвестітура сасанідського імператора Ардашира II (барельєф 3-го століття н. е. у Так-е-Бостані, Іран). Ліворуч стоїть язата Мітра з піднятим барсом, що освячує інвеституру.

У зороастрійському календарі шістнадцятий день місяця і сьомий місяць року присвячені і знаходяться під захистом Мітри. Іранський цивільний календар 1925 року прийняв зороастрійські назви місяців, і як такий також має сьомий місяць року під назвою «Мір». Позиція шістнадцятого дня і сьомого місяця відображає ранг Мітри в ієрархії Божеств; шістнадцятий день і сьомий місяць є відповідно першим днем другої половини місяця та першим місяцем другої половини року. День, у який перетинаються назви дня та назви місяця, (як і всі інші подібні перетини) присвячений божественності цього дня/місяця та відзначається Джашаном (з авестійської Ясна, «Поклоніння») на честь що Божественність. У випадку з Мітрою це був Джашан-е Мехреган, або просто Мехреган, скорочено.
У зороастрійському писанні Мітра відрізняється від божества Сонця, Хваре-кшаета (буквально «Променисте Сонце», від якого середньоперське слово Хоршед означає Сонце). Однак у зороастрійській традиції Мітра еволюціонував із всевидючої фігури (отже нечітко пов’язаної з Сонцем) у божество, ототожнене з самим Сонцем, фактично перейнявши роль Хваре-кшаети. Невідомо, як, коли і чому це сталося, але це зазвичай пояснюється злиттям із вавилонським богом сонця Шамашем та/або грецьким божеством Аполлоном, з яким Мітра має багато спільних характеристик, таких як судова функція та зв’язок із Сонцем. Ця характеристика є частиною індійської спадщини Мітри, оскільки індійська Рігведа містить сонячні божества, які не відрізняються від Мітри, а Мітра асоціюється зі сходом сонця в Атхарваведе . Привітання сонця є щоденною йогичною практикою в усьому світі, навіть у наш час, і передує оспівування «ОМ Мітрая Намаха», де «Мітрая»  є одним із 108 імен Господа Сурьї/бога Сонця.
Царські/Королівські імена, що включають ім'я Мітри (наприклад, «Мітрідат»), з'являються в династіях Парфії, Вірменії, Анатолії, Понті та Каппадокії.
Молодий Мітра аполлонійського типу зустрічається на зображеннях з інших країн іранської культури парфянського періоду, таких як Коммагена на римсько-парфянському кордоні та Кушанська імперія на індо-іранському кордоні. 

## В маніхействі
Персьомовні та парфяномовні маніхейці свого часу використовували назву течії Мітри (Міхрязд, qe Mithra-yazata) для двох різних маніхейських ангелів.
1. Перший, якого перси називали Міхрязд, був «Живим Духом» (арам. rūḥā ḥayyā ), фігурою-рятівником, який рятує «Першу людину» від демонічної Темряви, в яку він поринув.
2. Другий, відомий як Міхр або Міхр Язд серед парфян, є «Посланником» (арамейською īzgaddā ), також фігурою рятівника, але займається створенням структур для звільнення Світла, втраченого після поразки Першої Людини.

Друга фігура, згадана вище, Третій Посланник, була помічником і викупителем людства, і ототожнювалася з іншим зороастрійським божеством, Нарісафом (походить від Пехлеві Нарсе з авестійського Nairyō.saȵhō, що означає «Могутнє висловлювання», ім’я Язати ).  Цитуючи Бойса  Сандерманн зауважує: «Серед парфянських маніхейців Мітра як бог Сонця перевершив значення Нарісафа як загальноіранського образу Третього Посланця; серед парфян домінування Мітри було таким, що його ототожнювали з Третій Посланник привів до культового наголосу на мітраїстських рисах маніхейського Бога». 
Не пов'язаними з цими Mihr є парфянський і согдійський Mytr або Mytrg . Хоча Вернер Сундерманн має спільні лінгвістичні корені з іменем Мітра, він встановив, що ці імена позначають еквівалент Майтрейї в маніхействі .

## В літературі
За словами Бойса, найдавніші літературні згадки про містерії належать латинському поету Стацію, приблизно 80 р. н. е., і Плутарху (бл. 100 р. н. е.). 

## Дивись також
- Мітраїзм
- Мітра (ведична)
- Майтрея
- Веретрагна
- Список сонячних божеств

## Зовнішні посилання
- Вікісховище має мультимедійні дані за темою: Мітра

Шаблон:Zoroastrian Calendar